# Conway Tearle
Conway Tearle (17 de mayo de 1878 – 1 de octubre de 1938) fue un actor teatral y cinematográfico angloestadounidense.

## Primeros años
Nacido en la ciudad de Nueva York, era hijo del conocido cornetista británico Jules Levy y de la actriz estadounidense Mary “Minnie” Conway. Minnie Conway era descendiente directa de William Augustus Conway, un actor shakespeariano popular en los Estados Unidos en la década de 1820. El padre de ella, propietario del Teatro Brooklyn, habría sido el organizador de la primera compañía teatral de repertorio estadounidense. Tras divorciarse los padres de Tearle, su madre se casó con Osmond Tearle, un popular actor británico de repertorio shakespeariano, que actuaba en el medio provincial. Conway Tearle era medio hermano de los también actores Malcolm Tearle y Godfrey Tearle, así como del músico de jazz Jules Levy Jr.
Conway Tearle se educó en Inglaterra y en los Estados Unidos, iniciándose en el teatro a temprana edad. A los diez años de edad era capaz de recitar doce obras de Shakespeare de memoria. Su gran oportunidad llegó a los 21 años, cuando en Mánchester, Inglaterra, sin preparación alguna, fue llamado para interpretar a Hamlet al enfermar el actor principal justo antes de iniciarse la función.

## Carrera
La actuación que Tearle hizo esa noche le facilitó su primera interpretación en el teatro londinense haciendo el papel de Vizconde de Chauvin, el personaje principal de "The Queen's Double”, obra representada el 27 de abril de 1901 en el Teatro Garrick. Posteriormente hizo una gira por Australia actuando durante unos meses con el papel de Ben Hur, volviendo finalmente a Londres para protagonizar la obra ”The Best of Friends” en el Teatro Drury Lane. Tearle repartió las siguientes cuatro temporadas con compañías encabezadas por Ellen Terry y Charles Wyndham.

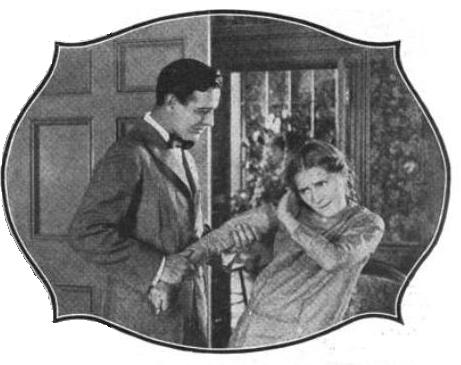
Conway Tearle con Mary Pickford en el film mudo Stella Maris (1918)

En 1905 Tearle volvió a Estados Unidos para actuar con Grace George en una pieza de corta trayectoria, Abigail. A lo largo de unos ocho años Tearle trabajó en diversas producciones en el circuito de Broadway que no llegaron a convencer al público neoyorquino. Aun así, consiguió buenas críticas por sus actuaciones en obras como The New York Idea, The Liars, Major Barbara, y otras. En 1908/09 Tearle retomó su papel en una lujosa producción itinerante de Ben Hur.
Tearle volvió a Hollywood en 1914, consiguiendo un considerable éxito con la interpretación de primeros papeles románticos. Su primer film fue The Nightingale, una historia de Augustus Thomas sobre una chica de suburbio, Ethel Barrymore, que llega a ser una estrella de ópera.  Su última película fue una adaptación de la obra de Shakespeare Romeo y Julieta rodada en 1936 e interpretada por John Barrymore. En total, Tearle actuó en unos 93 filmes a lo largo de su carrera, llegando en un momento dado a ser, probablemente, el actor mejor pagado de Estados Unidos. Con la llegada del cine sonoro la carrera de Tearle empezó a decaer, posiblemente debido a su edad, más que a la nueva tecnología.
El 16 de diciembre de 1931 Conway actuó junto a Kay Francis en la inauguración del Teatro Paramount en Oakland (California), el cual estrenó el film rodado por la pareja The False Madonna, con producción de Paramount Pictures.
Al año siguiente Tearle consiguió un gran éxito en Broadway con Dinner at Eight, encarnando a Larry Renault, personaje que posteriormente llevaría al cine John Barrymore. 
Uno de los últimos papeles protagonistas de Tearle fue el que hizo en Hey Diddle Diddle, una comedia escrita por Bartlett Cormack. La obra se estrenó en Princeton (Nueva Jersey) el 21 de enero de 1937, y en la misma también actuaba Lucille Ball en el papel de  Julie Tucker. La función tuvo buenas críticas, pero hubo problemas a causa de la mala salud de Tearle. Cormack quería reemplazarle, pero la productora, Anne Nichols, quiso que se reescribiera el papel de Tearle. No hubo acuerdo, y finalmente la pieza dejó de representarse tras una semana de funciones en Washington D. C., en parte por culpa de la salud de Tearle.
Sus últimas actuaciones en Broadway tuvieron lugar en las piezas Living Dangerously (1935) y Antonio y Cleopatra (1937).

## Vida personal

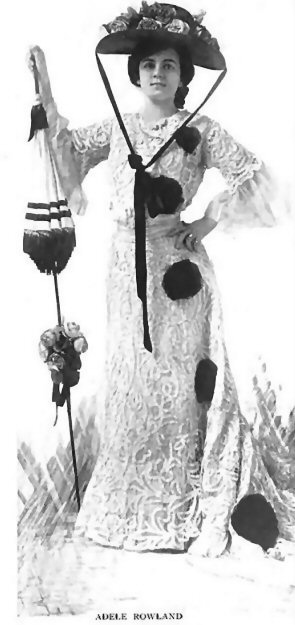
Adele Rowland hacia 1904

Conway Tearle se casó por primera vez en 1901 en Sunderland, Inglaterra. En 1908 Tearle entabló pleito por divorcio en Reno (Nevada), acusando a su esposa, Gertrude Maude Blennerhasset, de haberle abandonado varios años antes.
Su segunda esposa, la actriz Josephine Park, presentó una demanda de divorcio en marzo de 1912 tras conocer que Tearle se había ido a Italia a bordo del USS America (ID-3006) con la actriz Roberta Hill. Con anterioridad el nombre de Roberta había salido a la luz en una demanda de divorcio presentada por la mujer de John Jacob Astor IV.
La tercera esposa de Tearle, Roberta Hill, pidió el divorcio en 1917, tras encontrar unos detectives contratados por ella a Tearle en una habitación de hotel con Adele Rowland, una actriz y bailarina de comedias musicales. La pareja explicaba que se encontraban ensayando una obra.
El siguiente mes de febrero Tearle se casó con Rowland, permaneciendo ambos juntos hasta la muerte del actor, ocurrida unos veinte años más tarde. Adele Rowland había sido esposa del actor Charles Ruggles, y en esa época era conocida por interpretar la canción “Pack Up Your Troubles In Your Old Kit Bag And Smile, Smile, Smile”, la cual cantaba en el musical de 1915 Her Soldier Boy.
Conway Tearle falleció en Hollywood, California, a causa de un infarto agudo de miocardio en 1938. Tenía 60 años de edad. Sus restos fueron incinerados, y las cenizas entregadas a sus allegados.

## Selección de su filmografía
- The Seven Sisters (1915)
- Stella Maris (1918)
- Atonement (1919)
- Bella Donna (1923)
- Black Oxen (1923)
- Ashes of Vengeance (1923)
- The Next Corner (1924)
- The Mystic (1925)
- The Greater Glory (1926)
- Altars of Desire (1927)
- The Isle of Forgotten Women (1927)
- Gold Diggers of Broadway (1929)
- Morals for Women (1931)
- The Hurricane Express (1932)
- Vanity Fair (1932)
- Stingaree (1934)
- The Headline Woman (1935)
- Romeo y Julieta (1936)
- The Preview Murder Mystery (1936)